# Gloria Cuenca Bescós
Gloria Cuenca Bescós (20 de septiembre de 1958, Lagunillas del Zulia, Venezuela) es una paleontóloga y geóloga española nacida en Venezuela. En 2019 fue la primera mujer en ocupar la Cátedra de Paleontología en la Universidad de Zaragoza y la segunda en la Facultad de Geología en dicha Universidad.

## Trayectoria laboral
Gloria Cuenca es geóloga, paleontóloga e investigadora de la Universidad de Zaragoza desde el año 1987 y desde 1992 es profesora titular de universidad con diversas asignaturas de la licenciatura de Ciencias Geológicas como Paleontología General, Micropaleontología, Paleobiología, Paleontología de Vertebrados y Humana y Trabajo de Campo. Además como investigadora forma parte del proyecto Aragosaurus desde 1987 y de Atapuerca desde 1991. Como miembro del equipo de investigación de este último yacimiento recibió en 1997 el Premio Príncipe de Asturias y la medalla de las Cortes de Aragón en 2018. Desde 2016 hasta 2021 ha sido directora del Instituto Universitario de Investigación en Ciencias Ambientales de Aragón (IUCA).
En 2019 ocupó la Cátedra de Paleontología en la Universidad de Zaragoza y se convirtió en la segunda mujer en la Facultad de Geología en dicha Universidad.  
En 2021 fue nombrada Vicerrectora de Transferencia e Innovación Tecnológica de la Universidad de Zaragoza.

## Investigación
Gloria Cuenca, por su trabajo en el ámbito científico, fue nombrada directora del Instituto Universitario de Investigación en Ciencias Ambientales de Aragón. Como investigadora ha enfocado su trabajo, entre otros, hacia el estudio de microvertebrados que le otorgó el Premio Príncipe de Asturias.
Ha impartido cerca de cien conferencias, la mayor parte de ellas de divulgación sobre la Paleontología y Paleobiología de Vertebrados, mamíferos mesozoicos y cuaternarios, dinosaurios, climas del pasado y reconstrucción de paisajes y datación de yacimientos cuaternarios.
También ha formado parte de múltiples tribunales de tesis y fue nombrada miembro de tribunal de doctorados en universidades de España (Universidad de Zaragoza, Granada, País Vasco, Universidad Autónoma de Barcelona y Universidad Complutense de Madrid)  y Francia (Ministère de l’Education Nationale, de l’Enseignement Supérieur et de la Recherche Ministère de l’Ecologie et du Développement Durable. Museum Nacional d’Histoire Naturelle. París).

### Proyectos
Ha participado en 14 proyectos I+D al nivel nacional y autonómico y dirigió o participó en 21 otros proyectos Financiados por Entidades Públicas. Cuenta con más de 200 publicaciones científicas, 110 de ellas en revistas del Science Citation Index, que constan de 56 artículos extensos y 15 resúmenes, con índices de impacto de los más altos en su rango, y el resto en revistas de difusión internacional y de menor difusión, capítulos de libro y divulgación de la ciencia.
Junto con el resto del equipo Aragosaurus difunde la ciencia de la Paleontología desde su página web aragosaurus y también desde Instituto Universitario de Investigación en Ciencias Ambientales de Aragón.

## Premios y reconocimientos
A lo largo de su carrera recibió varios premios:
- Medalla de las Cortes de Aragón en 2018[5]
- En 2005 Tercer Premio en el III Certamen InterCampus , en la Modalidad A - Investigación en Red, con la propuesta presentada bajo el título Web del Grupo Aragosaurus.
- En 1997 Premio a la Investigación Científica de Castilla y León por el Proyecto de Atapuerca
- En 1997 Premio de la Academia de Ciencias de Zaragoza por Dinosaurios de La Cantalera
- Premio Príncipe de Asturias 1997 con el Proyecto de Atapuerca[15]